# 572
572 је била преступна година.

## Догађаји
- Византијско-сасанидски рат 572–591: Цар Јустин II одбија да плати годишњу почаст Хозроје I, стављајући тачку на 50-годишњи мировни споразум успостављен десет година раније. Јермени се сматрају савезницима Византијског царства, а Јустин шаље византијску војску на персијску територију, опседајући град-тврђаву Нисибис (савремена Турска).
- Опсада Павије (569–572): краљ Албоин заузима Тицинум (Павија); после опсаде византијски гарнизон се предаје Лангобардима. Град је од стратешког значаја, лежи на рекама По и Тичино, и постаје престоница Краљевине Лангобарда.
- 28. јун – Албоин, краљ Лангобарда, убијен је у Верони у својој палати, на подстицај своје жене Розамунде (кћерке гепидског краља Кунимунда) и њеног присташа, Хелмехиса (краљев штитоноша); обојица беже да потраже византијску заштиту у Равени. Албоина је на месту краља наследио Клеф, који није у крвном сродству.
- Теодрик је наследио свог брата Етелрика на месту краља Бернисије (југоисточна Шкотска). Владао је до 579. године.
- Таспар Каган је наследио свог брата Мукана Кагана на месту владара (кагана) Турског каганата (Средња Азија).
- Бидацу је наследио свог оца Кинмеија и попео се на престо Јапана као 30. јапански цар.
- Калакмул побеђује Тикал, чиме је окончан Први Тикал-Калакмул рат.